# بيلينيو (آن)
بيلينيو (بالفرنسية: Béligneux)‏ هي بلدية فرنسية تقع في إقليم الآن في فرنسا. رمز إنسي لها هو:1032. أما الرمز البريدي لها فهو: 1360.